# Suražskij rajon
Il Suražskij rajon (in russo Суражский район?) è un rajon dell'Oblast' di Brjansk, nella Russia europea; il capoluogo è Suraž. Istituito nel 1929, ricopre una superficie di 1.120 chilometri quadrati e nel 2010 ospitava una popolazione di 25.041 abitanti.